# Bloques Nacionales
Los Bloques Nacionales (en italiano: Blocchi Nazionali) fue una coalición derechista de partidos políticos en Italia formada para las elecciones generales de 1921.

## Historia
Los Bloques Nacionales incorporaron la lista electoral del ex primer ministro liberal Giovanni Giolitti, los Fasces Italianos de Combate liderados por Benito Mussolini, la Asociación Nacionalista Italiana liderada por Enrico Corradini y otras fuerzas de derecha.
La lista obtuvo el 19,1% de los votos y un total de 105 diputados, incluidos 35 fascistas (incluido Mussolini) y 20 diputados de la Asociación Nacionalista Italiana. Casi todos los diputados apoyaron al gobierno de Mussolini, que asumió el cargo el 31 de octubre de 1922, después de la Marcha sobre Roma. En 1924, los Bloques Nacionales fueron reemplazados por la Lista Nacional de Mussolini.

## Composición
| Partido | Partido                          | Ideología        | Líderes           |
| ------- | -------------------------------- | ---------------- | ----------------- |
|         | Partido Liberal Italiano         | Liberalismo      | Giovanni Giolitti |
|         | Fasces Italianos de Combate      | Fascismo         | Benito Mussolini  |
|         | Asociación Nacionalista Italiana | Nacionalismo     | Enrico Corradini  |
|         | Partido Democrático Social       | Socioliberalismo | Giovanni Colonna  |

## Resultados electorales
| Cámara de Diputados |                 |       |         |     |                   |
| Año electoral       | Votos           | %     | Escaños | +/− | Líder             |
| 1921                | 1.260.007 (3.º) | 19,07 | 105/535 | –   | Giovanni Giolitti |